# Васјуринскаја
Васјуринскаја (рус. Васюринская) насељено је место руралног типа (станица) на југозападу европског дела Руске Федерације. Налази се у централном делу Краснодарске покрајине и административно припада њеном Динском рејону.
Према подацима националне статистичке службе РФ за 2010, станица је имала 13.339 становника и једно је од већих сеоских насеља у земљи.

## Географија
Станица Васјуринскаја се налази у централном делу Краснодарске покрајине на неких 32 километра источно од покрајинског центра Краснодара, односно на око 20 км југоисточно од рејонског центра, станице Динскаје. Село лежи у јужном делу Кубањско-приазовске степе на надморској висини од око 40 m, на десној обали реке Кубањ, данас на обалама вештачког Краснодарског језера.
Кроз насеље пролази деоница железничке пруге која повезује Краснодар са Ставропољем.

## Историја
Село Васјуринско основано је 1794. као једно од првих 40 насеља основаних од стране Кубањских Козака на подручју Кубања, а име је добило по козачком атаману Ивану Васјурину. Садашње име и статус добија 1842. године.

## Демографија
Према подацима са пописа становништва 2010. у селу је живело 13.339 становника.
| 1897. | 1959. | 1979.  | 1989. | 2002.  | 2010.  |
| ----- | ----- | ------ | ----- | ------ | ------ |
| 5.710 | 7.954 | 10.591 | [ 1 ] | 12.666 | 13.339 |